# 伊拉里翁·達薩
伊拉里翁·達薩（西班牙語：Hilarión Daza，西班牙語發音：[ilaˈɾjon ˈdasa]，1840年1月14日—1894年2月27日）是玻利維亞政治人物，1876年至1879年擔任總統。期间，玻利維亞与西侧邻国智利因阿他加馬沙漠收稅問題爆發硝石戰爭，最终战败并失去出海口安托法加斯塔，成为内陆国，達薩在戰況不利的情況下被軍方罷黜。1894年在乌尤尼被暗杀身亡。